# Arma letale 2
Arma letale 2 (Lethal Weapon 2) è un film d'azione del 1989 diretto da Richard Donner e interpretato da Mel Gibson, Danny Glover e Joe Pesci.
Il film è il secondo episodio della tetralogia iniziata con Arma letale (1987).
La colonna sonora è stata affidata ai musicisti Michael Kamen, Eric Clapton e David Sanborn.
Uscito negli Usa il 7 luglio 1989, incassò oltre 147 milioni di dollari. Altri 80 milioni furono l'incasso nel resto del mondo. In totale la pellicola racimolò oltre 227 milioni di dollari. In Italia è uscito al cinema giovedì 28 settembre 1989 distribuito dalla Warner Bros. Italia.

## Trama
I sergenti della polizia di Los Angeles Martin Riggs e Roger Murtaugh stanno dando la caccia a sospetti non identificati, durante un inseguimento scoprono che trasportano una spedizione illegale di krugerrand d'oro. Il governo sudafricano ordina al proprio console a Los Angeles, Arjen Rudd, e all'agente di sicurezza Pieter Vorstedt di far sollevare entrambi gli investigatori dall'indagine. Dopo una violenta intimidazione notturna in casa Murtaugh, Martin e Roger vengono quindi assegnati alla protezione di un logorroico testimone federale, Leo Getz.
Diventa presto chiaro che entrambi i casi sono correlati: dopo un attentato alla vita di Leo, Riggs e Murtaugh vengono a conoscenza di come Getz sia nel mirino di spacciatori per cui in passato aveva riciclato denaro. Leo li conduce alla banda, ma dopo aver inviato il suo aspirante assassino e tornato con rinforzi vengono affrontati da Rudd, che invoca l'immunità diplomatica per conto dei suoi "soci" senza scrupoli.
Anche se diffidato dal partecipare alle indagini, Riggs comincia a molestare apertamente il consolato sudafricano, sfidando Rudd e flirtando con la sua segretaria, Rika van den Haas, di mentalità liberale e contraria alle politiche razziali. Murtaugh chiede l'aiuto di Leo per creare una scena al consolato che ottenga il sostegno dei manifestanti anti-apartheid all'esterno. Vorstedt viene inviato per uccidere tutti gli agenti che indagano su di loro mentre Murtaugh deduce che Rudd sta tentando di spedire fondi dal suo anello di contrabbando negli Stati Uniti a Città del Capo attraverso il porto di Los Angeles. Due assassini attaccano Murtaugh a casa sua, ma lui riesce ad ucciderli entrambi con una sparachiodi, anche se Leo viene rapito nel processo, mentre Riggs e Rika dopo una notte di passione, riescono a scamparsi ad una sparatoria nella roulotte di Riggs da parte di alcuni uomini di passamontagna inviati da Vorstedt.
Dopo aver ucciso molti degli agenti inquirenti, Vorstedt sequestra Riggs nell'appartamento di van den Haas e rivela che era responsabile della morte della moglie di Martin anni prima durante un fallito tentativo di uccidere il poliziotto , mentre i suoi uomini uccidono Rika annegandola e Vorstedt ordina loro di fare lo stesso con Riggs, che fugge e uccide entrambi gli uomini. Telefona a Murtaugh, dichiarando l'intenzione di perseguire Rudd e vendicare sua moglie, Rika, e i loro amici caduti; l'altro poliziotto rinuncia volentieri al suo distintivo per aiutare il suo compagno. Dopo aver salvato Leo e distrutto la casa di Rudd, si dirigono verso l'Alba Varden, il mercantile di Rudd attraccato nel porto di Los Angeles, mentre i sudafricani preparano la loro fuga con centinaia di milioni di soldi della droga.
Durante le indagini su un container da 40 piedi sorvegliato al molo, Riggs e Murtaugh vengono chiusi dentro dagli uomini di Rudd. Escono dalla scatola, spargendo due pallet di soldi della droga di Rudd nel porto. Riggs e Murtaugh ingaggiano uno scontro a fuoco con alcuni degli uomini di Rudd a bordo della Alba Varden prima di separarsi per dare la caccia a Rudd. Riggs affronta e combatte Vorstedt corpo a corpo, culminando quando Riggs accoltella Vorstedt con il suo stesso coltello e lo schiaccia facendogli cadere un container su di lui. Rudd si vendica sparando a Riggs alla schiena più volte con un'antica pistola Mauser C96. Rudd invoca nuovamente l'immunità diplomatica dopo aver visto Murtaugh puntargli contro la sua pistola; Murtaugh gli spara fatalmente, revocando il reclamo. Poi si prende cura di Riggs, condividendo una risata con lui mentre più personale della polizia di Los Angeles risponde alla scena.

## Antagonisti

### Arjen Rudd
Un console sudafricano il quale, forte della sua immunità diplomatica, contrabbanda droga in America con l'aiuto dei membri del suo servizio di sicurezza. Nell'ultima parte del film sparerà a Riggs sei volte, riducendolo quasi in fin di vita, ma verrà ucciso da Murtaugh che gli sparerà a sua volta.

### Pieter Vorstedt
È il capo del servizio di sicurezza del Consolato sudafricano e l'uomo di punta di Arjen Rudd. Molti aspetti del suo personaggio (la sua nazionalità europea, la conoscenza del Savate ed i suoi metodi da criminale di guerra) portano ad ipotizzare che possa aver in passato militato nella Legione straniera francese. Si è macchiato della morte delle due donne amate da Riggs: la sua prima moglie, Victoria Lynn e la segretaria Rika Van Den Haas. Verrà ucciso da Riggs, il quale prima lo accoltellerà e poi lo schiaccerà sotto il peso di un container da lui fatto precipitare. Durante il suo combattimento con Riggs dimostrerà ottime abilità nel corpo a corpo e nell'uso del coltello, ma non così buone da competere con l'ex Berretto verde.

## Riprese
La scena in cui Riggs è sulla strada fuori dalla palafitta di Arjen e si aggrappa alla parte anteriore del camion (la stessa scena con la tavola da surf che uccide un autista) è stata girata il 21 marzo 1989. La sequenza dell'inseguimento di apertura è stata girata il 28 novembre 1988 .

## Colonna sonora
Nella scena in cui Leo fa le pulizie nella roulotte di Riggs, si può udire il sottofondo musicale della canzone I'm Not Scared (degli Eighth Wonder), cantata proprio da Patsy Kensit.

## Riconoscimenti
- 1990 - Premio Oscar
  - Candidatura Miglior montaggio sonoro a Robert G. Henderson e Alan Robert Murray
- 1990 - BMI Film & TV Award
  - Miglior colonna sonora a Michael Kamen, Eric Clapton e David Sanborn